# Diphucephala latipennis
Diphucephala latipennis är en skalbaggsart som beskrevs av Macleay 1883. Diphucephala latipennis ingår i släktet Diphucephala och familjen Melolonthidae. Inga underarter finns listade i Catalogue of Life.